# Катаро-французские отношения
Франко-катарские отношения — двусторонние отношения между Францией и Катаром в политической, экономической и иных сферах.

## История
Французская компания Total с 1936 года присутствует на нефтяном рынке Катара, участвуя в разработке углеводородных месторождений.

## Дипломатические отношения
Франция и Катар открыли дипломатические представительства в 1972 году, после обретения Катаром независимости 21 сентября 1971 года.
Катар с 2012 года является ассоциативным членом организации Франкофония.

## Договорно-правовая база
- Соглашение о финансово-экономическом сотрудничестве (декабрь 1974)
- Соглашение о воздушном сообщении (октябрь 1975)
- Соглашение о культурном и техническом взаимодействии (октябрь 1977)
- Соглашение об избежании двойного налогообложения (декабрь 1990)
- Соглашение о взаимной защите инвестиций (июль, 1996)
- Соглашение в области молодёжи и спорта (июль, 1996)
- Соглашение в области высшего образования и исследований (декабрь 2010)

## В области экономики
С 1990 года Франция участвовала в развитии метрополитена в Дохе, авиации.
В 2008 году во Франции принят закон о льготах в отношении инвестиций Катара.
В 2019 году двусторонний товарооборот составил 4,5 млрд евро.
Катар вложил инвестиции в экономику Франции на сумму 25 млрд евро.
В 2013 году создан совместный инвестиционный фонд «Future French Champions». Уставной капитал фонда составляет 300 млн. евро. Целью фонда является поддержка инновационных технологий.
В Катаре действует более 120 компаний Франции в сфере строительства, нефтегазовой сфере, очистке воды.
В сфере очистки воды французскими компаниями осуществлён проект по очистке лагуны Аль Карана.
Суверенный фонд Катара Qatar Investment Authority владеет акциями во французских компаниях Lagardère, Vinci.
В декабре 2017 года между странами подписаны коммерческие соглашения на сумму 14 млрд долл.
В январе 2020 года Катар вложил 470 млн долл. в постройку солнечной электростанции на территории Франции.
Компания TotalEnergies в июне 2022 года подписала с Катаром соглашение об участии в разработке месторождения СПГ «North Field East». Компания получит долю в 6,25 % в проекте.

## В области образования
В Дохе действуют несколько французских учебных заведений. С середины 1970 годов в Дохе действует
лицей Бонапарта. С 15 января 2008 года действует Франко-Катарский лицей Вольтера.
С июня 2010 года действует HEC Paris. На 2020 год её окончили 720 студентов.

## В области спорта
С 1 июля 2011 года Qatar Sports Investment, филиал фонда Qatar Investment Authority владеет французским футбольным клубом Пари Сен-Жермен.
C 2014 года телеканал beIN Sports, принадлежащий катарской медиагруппе «beIN Sports», осуществляет трансляции Чемпионата Франции по футболу.